# Sankt Georgen an der Gusen
Sankt Georgen an der Gusen è un comune austriaco di 3 916 abitanti nel distretto di Perg, in Alta Austria; ha lo status di comune mercato (Marktgemeinde).

## Amministrazione

### Gemellaggi
- Empoli[senza fonte]